# 三社神社 (大阪市)
三社神社（さんしゃじんじゃ）は、大阪市港区磯路にある神社。旧社格は村社。別称として、三社さん。

## 祭神
- 三社大神（さんしゃのおおかみ）（以下の6柱の祭神を併せて、三社大神と称する。） 
  - 天照皇大神
  - 豊受大神
  - 住吉大神
  - 熱田大神
  - 斎主大神
  - 秋葉大神

## 沿革
- 1698年（元禄11年）11月、伊勢国桑名の市岡與左兵衛宗勝が新田開発の工事の安全と開発の成功と開発された地域の守護神として、天照皇大神・豊受大神・住吉大神の3柱を祭神として勧請して、社殿を建立したことを起源とする。創建当初は、三社宮と称した。
- 後に相殿として、熱田大神・斎主大神・秋葉大神を合祀し、三社大神と称するようになった。
- 1945年（昭和20年）の大阪大空襲で、社殿などを焼失。現社殿は1960年（昭和35年）12月に完成した。

## 祭礼
- 1月1日 歳旦祭
- 6月30日 大祓（6月～夏季例祭日まで 「茅の輪お守り」授与）
- 7月20日 夏季例祭宵宮
- 7月21日 夏季例祭本宮
- 10月20日 秋季例祭宵宮
- 10月21日 秋季例祭本宮
- 12月31日　大祓（12月～12月末日まで 「大祓御幣」授与）
- 毎月1日・15日・祭礼日　本殿開扉

## 境内
- 稲荷神社
- 大海神社
- 柿本神社
- 手水舎

## 参考資料
- 三社神社境内碑文

## アクセス
- JR西日本弁天町駅下車
- Osaka Metro中央線弁天町駅下車